# Gross Rating Point
Der Gross Rating Point (GRP) ist ein Begriff aus der Mediaplanung. Er wird als Maß für den Werbedruck verwendet und stellt die Brutto-Reichweite in Prozent innerhalb eines bestimmten Zielgruppenpotentials dar. Da sich die GRPs stets auf eine klar definierte Zielgruppe wie beispielsweise die Erwachsenen 14-49 beziehen, sind Additionen von GRPs unterschiedlicher Zielgruppen nicht zulässig.
Er ist ein grobes Maß zur Beurteilung einer Werbekampagne und dient auch der Vergleichbarkeit von verschiedenen Alternativen bei Werbekampagnen. Der Gross Rating Point eignet sich besonders für die Auswertung von TV-Werbekampagnen. Er wird jedoch auch in der Radiowerbung, Außenwerbung und Printwerbung zur Bewertung von Kampagnen herangezogen. In der Internetwerbung werden andere KPIs herangezogen.
Der GRP wird berechnet als Netto-Reichweite in Prozent multipliziert mit den Durchschnittskontakten.

## Beispiel
Eine Kampagne mit der Zielgruppe Frauen im Alter von 20 bis 39 Jahren, Zielgruppenpotenzial 9,58 Mio.
Wenn durch eine Werbekampagne 7,664 Mio. der genannten Zielgruppe erreicht werden konnten, d. h. jede dieser 7,664 Mio. Frauen hat zumindest einmal einen TV-Spot der Kampagne gesehen, hat die Kampagne eine Nettoreichweite von 80 % in der Zielgruppe erzielt.
Wenn nun im Durchschnitt jede erreichte Frau der Zielgruppe 3 Spots gesehen (3 Durchschnittskontakte) hat, so hat die Kampagne 3 × 7,664 Mio. = 22,992 Mio. Kontakte erzielt. Diese 22,992 Mio. Kontakte stellen die Bruttoreichweite dar.
Der GRP ergibt sich damit: 80 % × 3 = 240 GRP.
Dasselbe GRP-Ergebnis ergibt sich auch bei folgenden Nettoreichweiten und Durchschnittskontakten:
- 40 % × 6 = 240 GRP
- 20 % × 12 = 240 GRP

Wenn der Tausend-Kontakt-Preis (TKP) bekannt ist, lassen sich die Kosten pro GRP (die Kosten, um 1 % der potentiellen Zielgruppe zu erreichen), die sog. Cost per Rating Point (CPRP / CPP) berechnen. 

CPRP = (TKP * (Zielgruppenpotential / 1000)) / 100

Für das Beispiel ergäbe sich bei einem TKP von 8,50 € ein CPRP = (8,50 € * (9.580.000 / 1.000)) / 100  = 814,30 €
Die Leistungswerte für Kampagnen können für das Fernsehen aus dem Fernsehpanel der GfK (siehe auch Einschaltquote) gezogen werden, für Publikumszeitschriften und Radio sowie seit 2008 auch für Plakatwerbung aus den entsprechenden Media-Analysen. Für das Internet wurde bis 2022 die Zahlen der AGOF als Grundlage genommen. Seit 2023 hat sich dieser Aufgabe die Arbeitsgemeinschaft Mediaanlyses (ag.ma) angenommen.